# Суслов, Виктор Максимович
Виктор Максимович Суслов — советский хозяйственный, государственный и политический деятель.

## Биография
Родился в селе Новоромановском в 1910 году. Член ВКП(б) с 1939 года.
С 1934 года - на хозяйственной, общественной и политической работе. В 1934-1969 гг. — агроном, главный агроном, в РККА, преподаватель, заведующий, директор Адыгейского сельскохозяйственного техникума, главный агроном, заместитель начальника Адыгейского областного земельного отдела, участник Великой Отечественной войны, заведующий Сельскохозяйственным отделом Областного комитета ВКП(б) Адыгейской автономной области, Сельскохозяйственным отделом Краснодарского краевого комитета ВКП(б), 2-й, 1-й секретарь Краснодарского краевого комитета КПСС, директор Всесоюзного научно-исследовательского института масличных культур ВАСХНИЛ.
Избирался депутатом Верховного Совета СССР 3-го и 4-го созывов.
Погиб в ноябре 1969 года.